# Giulia y los Tellarini
Giulia y los Tellarini és un grup musical format per Giulia Tellarini, Jens Neumaier, Maik Alemany, Alejandro Mazzoni, Xavier Tort, Pablo Diaz-Reixa, Jordi Llobet, Olga Abalos i Joan Portales.

## Història i carrera professional
La veu principal és la veu femenina de Giuloa Tellarini, italiana, nascuda a Treviso, que decideix traslladar-se a Barcelona. Junt amb el seu xicot argentí Alejandro Mazzoni, s'uneix en un grup amb dos altres nois: Maik Alemany i Jens Neumaier. Els altres membres s'uniran al grup. El grup és molt heterogeni, inclou a més de Giulia, l'argentí Mazzoni, l'alemany Neumaier i la resta de membres espanyols.
Actuen a petits clubs i al carrer interpretant covers i les seves peces. Posteriorment el grup va gravar el seu primer àlbum Eusebio, dedicat a un conegut artista jubilat que viu al barri de Gràcia a Barcelona. Aquest home fou escollit pel grup com a símbol de la vida de Barcelona i els seus dissenys van aparèixer com a portades del seu àlbum i fulletó relacionat.

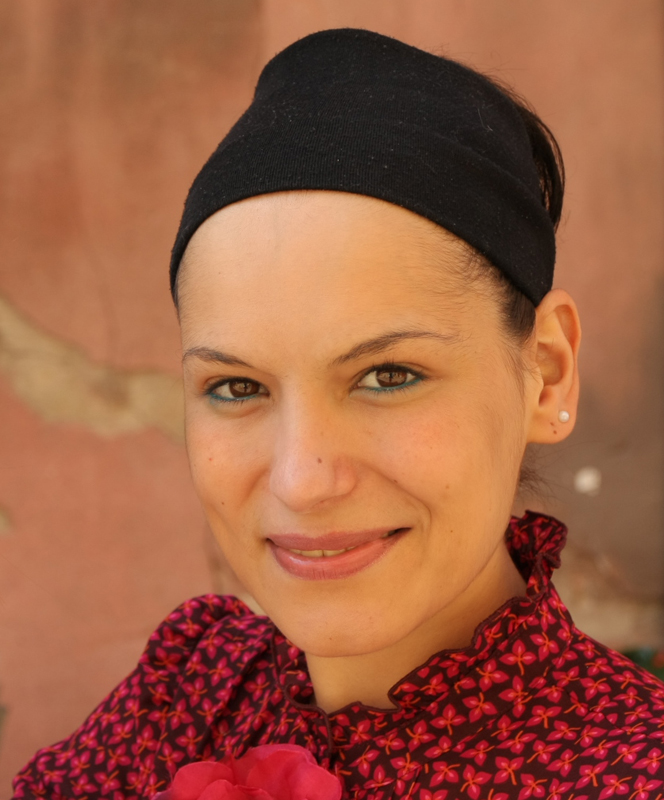
Giulia Tellarini

El 2007 el director Woody Allen arriba a la capital catalana per rodar la pel·lícula Vicky Cristina Barcelona. Deixen una còpia del seu àlbum a la sala de l'Hotel Arts on s'allotja el director, Allen escolta i agraeix de manera inesperada el CD, fins al punt d'incloure les cançons Barcelona i La Ley del Retiro a la banda sonora de Vicky Cristina Barcelona.Posteriorment, Giulia i els Tellarini van fundar una discogràfica independent anomenada La Colazione
El 2010 els va tornar a cridar Woody Allen per interpretar la cançó "Mais si amour" per a la seva pel·lícula Coneixeràs l'home dels teus somnis.

## Formació
- Giulia Tellarini: (veu i acordió)
- Jens Neumaier: (guitarra, saxòfon, charango i cor)
- Maik Alemany: (guitarra, xarango i cor)
- Alejandro Mazzoni: (contrabaix, percussió, flauta i cor)
- Xavier Tort: (trompeta)
- Pablo Díaz-Reixa: (percussió i cor)
- Jordi Llobet: (percussió, melòdica)
- Olga Abalos: (saxòfon alt)
- Joan Portales: (guitarra elèctrica, mandolina i xarango)
- Camilo Zorilla: (percussió, melòdica)

## Discografia
- Eusebio (MaikMaier, 2006)[4]

- L'Arrabbiata  (MaikMaier, 2011)[5]